# 小行星6506
小行星6506（英語：6506 Klausheide）是一颗围绕太阳公转的小行星。1978年3月15日，舒爾特·巴斯在帕洛马山发现了此天体。
这颗小行星的绝对星等为229.22793等。